# .uy

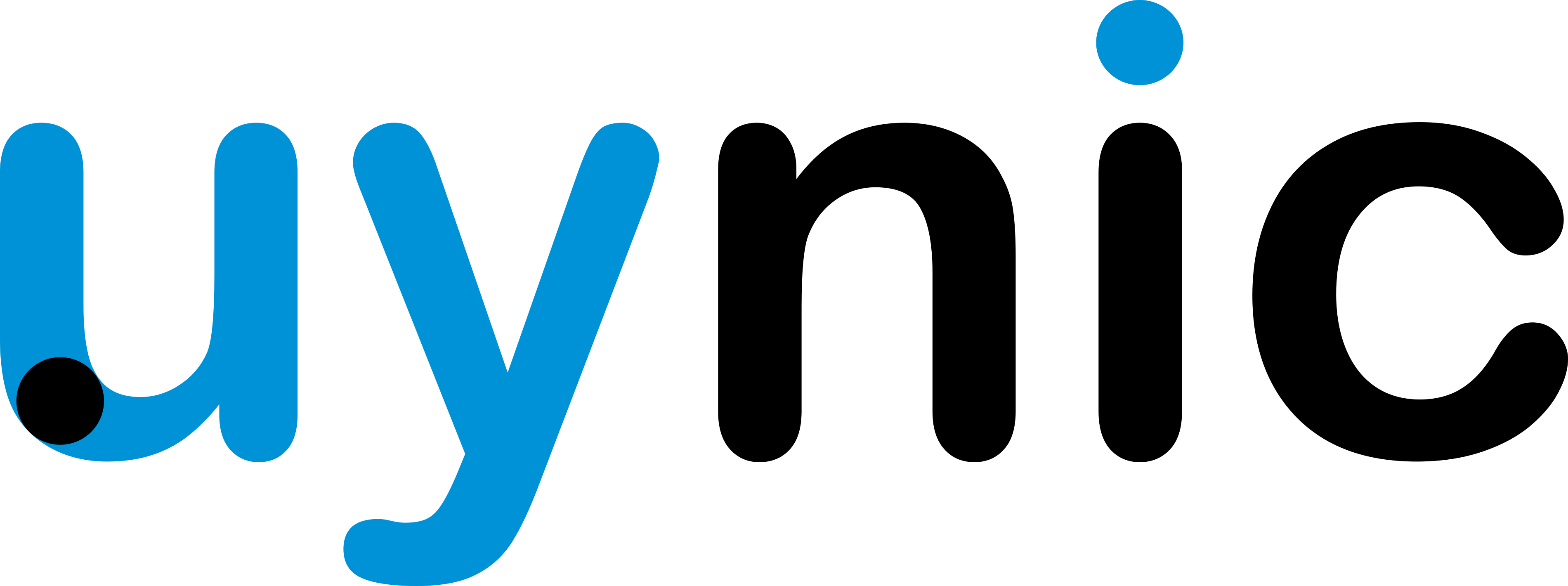

.uy는 우루과이의 국가 코드 최상위 도메인이다.

## 2차 도메인
- .com.uy: 상업 기업
- .edu.uy: 교육 기관
- .gub.uy: 지역 정부 기관
- .net.uy: 지역 인터넷 서비스 제공자
- .mil.uy: 지역 군사
- .org.uy: 비영리 단체